# Piper conispicum
Piper conispicum är en pepparväxtart som beskrevs av William Trelease. Piper conispicum ingår i släktet Piper och familjen pepparväxter. Inga underarter finns listade i Catalogue of Life.